# 七星关区
七星关区是中华人民共和国贵州省毕节市下辖的一个市辖区，是毕节市的行政中心，全市总面积3414.9平方公里，总人口127.53万人。聚居着22个民族。

## 历史

### 古代
- 殷周至元朝，属牂牁、夜郎、罗施等国。在历史上曾是历代郡、府、路、司、卫、道、署的所在地。秦设汉阳县，汉改平夷郡，唐设羁縻州，宋设羁縻禄州，元设长官司和驿，明洪武十七年（公元1384年）设毕节卫，毕节之名，始于此。明朝建制。 清康熙二十六年（公元1687年）撤卫设县。

### 近现代
- 1934年1月，贵州省第一个中共地下党支部在毕节建立。
- 1935年2月，中央政治局在现毕节市林口镇的“鸡鸣三省村”召开了常委分工会议。
- 1936年2月，中华苏维埃共和国川滇黔省革命委员会在毕节创建。

- 1986年6月，经国务院批准，毕节地区为"开发扶贫、生态建设、人口控制"试验区，毕节市成了试验中心。
- 1993年12月10日撤县设市。
- 2002年，毕节市被国家环保总局列为全国第七批国家级生态示范县市之一。
- 2011年，县级毕节市被撤消，在原区域设立七星关区[2]。

## 地理位置
七星关区位于贵州省西北部，东经104° 51′-105° 55′，北纬27° 03′-27° 46′，海拔高于1600米。邻四川省与云南省。
由于云贵高原的位置毕节气候温和而湿润，冬无严寒（但阴冷），夏无酷暑。1月平均气温 2.7 ℃，7月平均气温 21.6 ℃，年平均气温 12.8 ℃。

## 行政区划
七星关区下辖12个街道办事处、27个镇、2个乡、6个民族乡：
市西街道、市东街道、三板桥街道、大新桥街道、观音桥街道、洪山街道、麻园街道、碧阳街道、德溪街道、碧海街道、青龙街道、柏杨林街道、鸭池镇、梨树镇、岔河镇、朱昌镇、田坝镇、长春堡镇、撒拉溪镇、杨家湾镇、放珠镇、青场镇、水箐镇、何官屯镇、对坡镇、大银镇、林口镇、生机镇、清水铺镇、亮岩镇、燕子口镇、八寨镇、田坝桥镇、海子街镇、小坝镇、层台镇、小吉场镇、普宜镇、龙场营镇、千溪彝族苗族白族乡、阴底彝族苗族白族乡、野角乡、大河乡、团结彝族苗族乡、阿市苗族彝族乡、大屯彝族乡和田坎彝族乡。